# Quantum Corporation

Logo van Quantum.

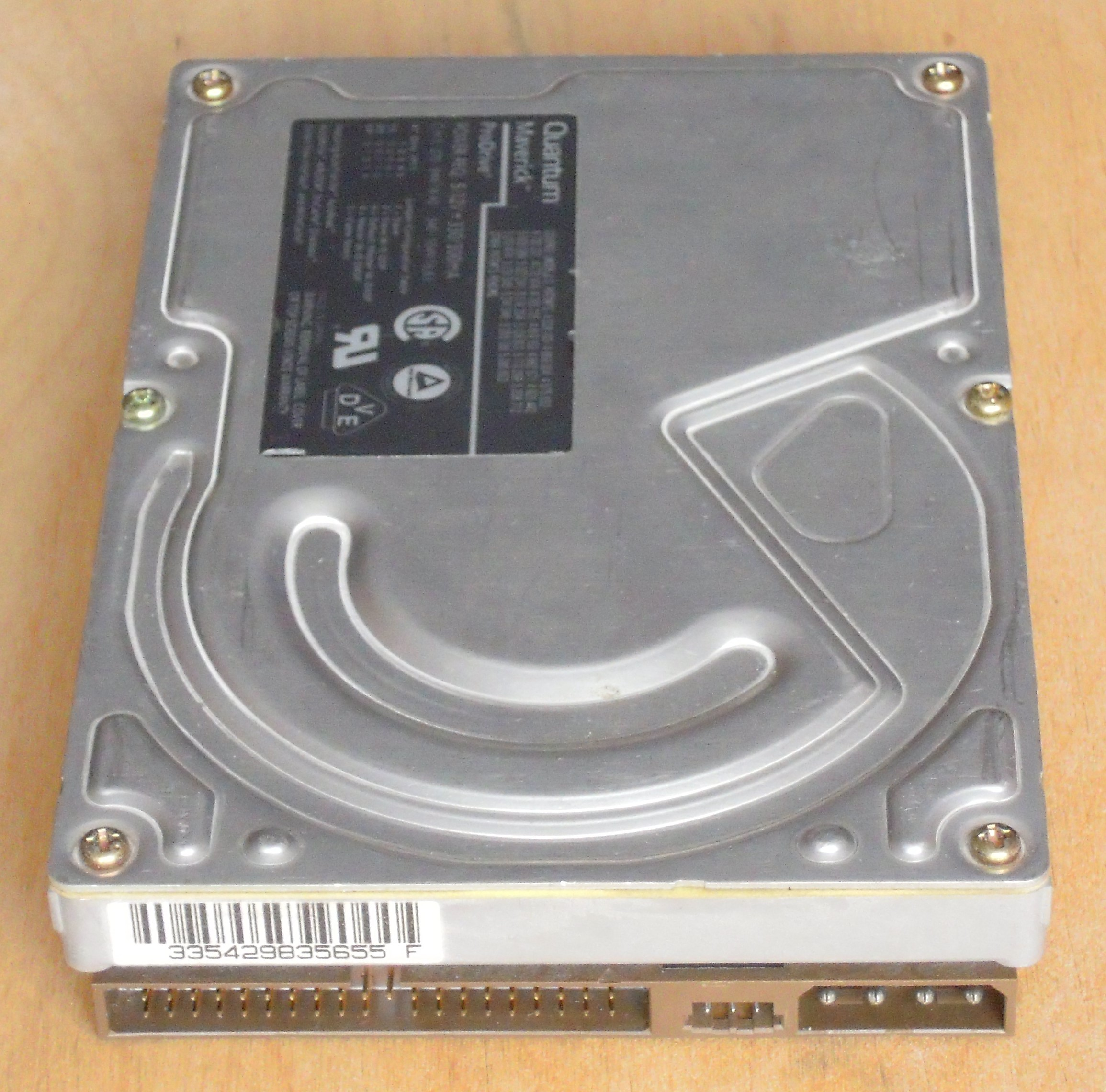
Een harde schijf van Quantum met een capaciteit van 540 MB.

Quantum Corporation is een Amerikaans bedrijf dat diensten levert voor gegevensbackups en archivering. Het bedrijf werd opgericht in 1980.

## Geschiedenis
Quantum ontwikkelde in haar begindagen harde schijven voor personal computers. Een populair product was de Fireball-serie, die zijn gefabriceerd tussen 1995 en 2001. De ATLAS-serie was rond 1999 een van 's werelds snelste SCSI-schijven en Quantum was op dat moment wereldwijd de op een na grootste fabrikant van harde schijven.
In oktober 2000 verkocht Quantum de hardeschijfafdeling aan Maxtor, inclusief het recht om het merk Quantum voor harde schijven te gebruiken.
Quantum is actief op het gebied van back-up, herstel en archivering van gegevens in fysieke, virtuele of cloudomgevingen. Het bedrijf biedt ook diensten en software voor gegevensbeheer.